# La Verrière
La Verrière é uma comuna francesa na região administrativa da Île-de-France, no departamento de Yvelines. A comuna possui 6187 habitantes segundo o censo de 1990.